# Nomenclatura urbana
La nomenclatura urbana es un conjunto de elementos que permite la ubicación de un lugar o predio dentro de una ciudad y como registro ante las autoridades públicas. Cada país o ciudad pueden disponer de su propio reglamento de nomenclatura.

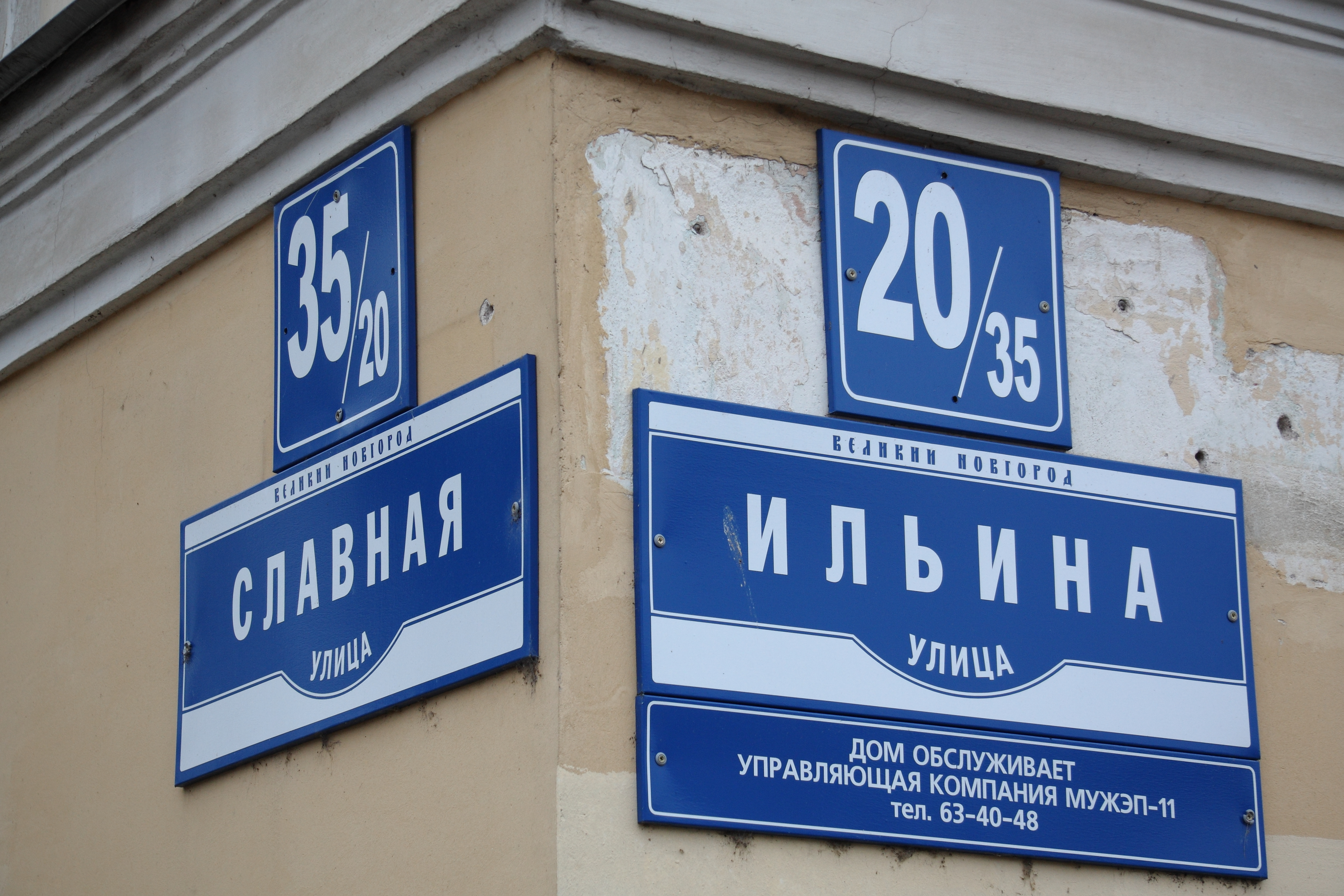
Nomenclatura urbana en Rusia

La nomenclatura urbana se caracteriza por ser universal o regional, no repetitiva, con flexibilidad y expansiva, y técnica.

## Elementos urbanos

### Vías
- Calle: vías que van de este a oeste o viceversa.
- Carrera: vías que van de norte a sur o viceversa.
- Transversal: vías que van de noroccidente a suroriente o viceversa, que son oblicuas de carrera.
- Diagonal: vías que van de suroccidente al nororiente o viceversa, que son oblicuas de calle.
- Avenida: vía importante de comunicación dentro de una ciudad, generalmente tiene circulación en ambos sentidos; o también equivalente a carrera.
- Bulevar: elemento urbano en forma de avenida ancha y arbolada, en muchas ocasiones son sitios propicios para el comercio.
- Autopista: vía de circulación rápida, con varios carriles separados y que no es cruzada por otras vías al mismo nivel.
- Esquina: cruce de una calle y una carrera o final de una cuadra.
- Travesía: camino que une de manera transversal dos vías o caminos mayores.

Las diferentes vías se identifican por caracteres alfanuméricos ya sean ordinales (Primera Avenida) o cardinales (Calle 34), o por nombres propios (Calle Houston).

### Subdivisiones
- Barrios: es una subdivisión de una ciudad con identidad propia.
- Manzana: es un espacio urbano delimitado por calles por todos los lados.
- Cuadra: es el espacio lineal entre dos esquinas.

## Europa
En el continente, el sistema más utilizado consiste en numerar los predios ubicados a los costados de la vía. Generalmente, los números impares (desde el 1) se ubican a la izquierda y, los números pares (desde el 0 o el 2) en la derecha. La dirección de la ruta se determina en el sentido en el que incrementan los números. 
Cuando nuevos edificios son insertados o se subdividen edificaciones existentes, estos utilizan el número con sufijos (a, b, c, etc.). Cuando un edificio ocupa dos antiguas direcciones generalmente se combinan ("1/2", "3-4", etc.). Un edificio con múltiples entradas puede tener tantas direcciones como puertas de calle.
En caso de predios vacíos, estos generalmente tienen un número de casa reservado para su uso cuando se construya en ellos.
Algunas ciudades tienen sistemas de nomenclatura propios, especialmente en zonas de Europa central y oriental como Austria y la República Checa.

## Hispanoamérica

### Colombia
Las direcciones urbanas, en las ciudades de Colombia se basan en un modelo numérico, diseñado técnicamente de forma similar a un plano cartesiano, de trazo cuadricular (ortogonal) y métrico en cada cuadra; donde el punto central (urbano) es el número 1, que representa el cruce entre la calle 1 y la carrera 1; a las vías urbanas se le clasifica básicamente con los nombres de: Calle, Carrera, Diagonal, Transversal y Avenida (Avenida Calle y Avenida Carrera); es un formato de lineamento urbano, de característica: estándar, entendible, funcional, flexible y de uso general en todas las poblaciones urbanas de Colombia.
En la mayoría de las denominaciones de las vías urbanas, se ubican y se clasifican en la misma forma y dirección de orientación, de sur a norte y de este a oeste; pero en contadas ciudades se invierten los conceptos de calles por carreras, o carreras por calles.
Las vías se enumeran de forma consecutiva, en algunos casos se le complementa al número la secuencia de letras del abecedario o el simple adjetivo bis, para indicar que este sigue inmediatamente a ese mismo número ya empleado (ejemplo: Calle 1, Calle 2, Calle 3, Calle 3 Bis, Calle 4, Calle 4A, Calle 4B, Calle 4B Bis, Calle 4C, ..., Calle 5, ...). 

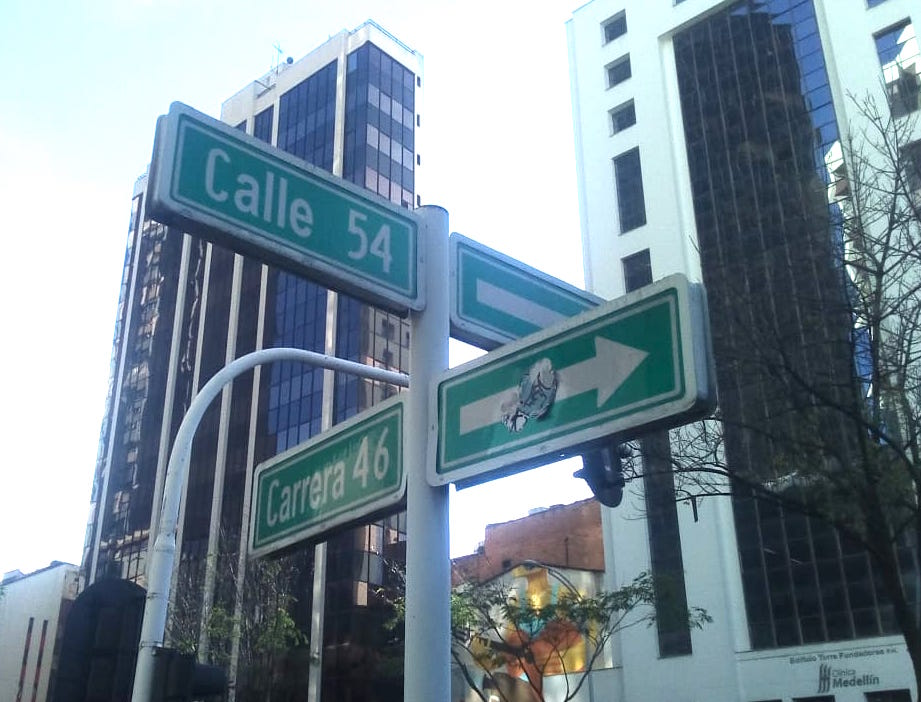
Nomenclatura urbana en Colombia (calle y carrera)

Las calles van paralelas de sur a norte y la trayectoria (línea), de cada calle, es de oriente a occidente y las atraviesan las carreras; cuando las calles están ubicadas hacia el sur, después de la Calle 1 (zona central), se le denomina de forma complementaria con el nombre de Sur, en cambio, las calles hacia el norte no se le hace ningún complemento en su denominación; esto aplica en la mayoría de las ciudades, pero en algunas poblaciones se aplica todo lo contrario; (ejemplo: … , Calle 3, Calle 2, Calle 1, Calle 1 Sur, Calle 2 Sur, Calle 3 Sur, …).
Las carreras van paralelas del este al oeste y la trayectoria (línea), de cada carrera, es de sur a norte; las carreras que están dirección al este, en la mayoría de los casos, se le complementa con el nombre del punto cardinal este, cuando las carreras están ubicadas en el oeste, en la mayoría de los casos no se le representa en la denominación, pero en algunas ciudades sí se hace; (ejemplo: …, Carrera 3 Este, Carrera 2 Este, Carrera 1 Este, Carrera 1, Carrera 2, Carrera 3), en otras ciudades aplican lo opuesto (Carrera 3, Carrera 2, Carrera 1, Carrera 1 Oeste, Carrera 2 Oeste, Carrera 3 Oeste). 
Además de las carreras y calles existen las diagonales y las transversales. 
Las diagonales van linealmente de este a oeste, como las calles, pero de forma oblicua a la secuencia de las calles e intercaladas entre ellas.
Las transversales van linealmente de sur a norte, como las carreras, pero de forma oblicua a la secuencia de las carreras e intercaladas entre ellas. 
A las vías principales se les denomina como Avenida; si es calle se le denomina como Avenida Calle, si es carrera se le denomina como Avenida Carrera , con el número de la vía (ejemplo: Avenida Carrera 68) y también suele denominarse con un nombre simbólico (ejemplo: Avenida Rojas).

#### Nomenclatura domiciliaria
A cada dirección se le asigna: la clase de vía (calle, carrera, diagonal, etc.), el número de la vía (enumerado de forma consecutiva), en algunos casos, cuando existen vías adicionales a la principal, se le distinguen con letras (A, B, C, etc.) y en otros, con el sufijo ‘Bis’.
La placa de cualquier inmueble está compuesta por el número del cruce y el número de la distancia aproximada en metros que hay desde este hasta el acceso del inmueble; esta distancia se determina en medida de metros, que se aproxima a un número par si el inmueble está ubicado en el costado este o norte de la vía, o impar si está en el costado oeste o sur (ejemplo: Calle 3 # 2-20 Medellín, esta dirección indica que el inmueble está sobre la calle 3 y la placa # 2-20 determina que es en el cruce de la carrera 2 a una distancia de 20 metros, en la ciudad de Medellín).
En el caso de propiedades horizontales, se le complementan: con el número del Interior, Bloque, Manzana o Torre; el número del Apartamento, Piso, Local, Oficina, Bodega, o Casa; adicionándole de forma alternativa el nombre del: barrio; localidad o comuna; y la ciudad.
Ejemplos: 1) Calle 8 # 3-20, Cali, Valle del Cauca; 2) Carrera 30 Bis # 8-10, Medellín, Antioquia; 3) Avenida Carrera 25B Bis # 4-10 Sur, Barrio Diamante Dos, Bucaramanga, Santander; 4) Avenida Caracas # 3-20 Interior 23 Apartamento 401, Bogotá, o Avenida Carrera 14 # 3-20 Interior 23 Apartamento 401, Bogotá.

#### Reglas básicas de nomenclatura
- Los nombres de las vías se deben escribir preferiencialmente de forma completa, con la letra inicial en mayúscula, o abreviarse con códigos de nomenclatura oficial. Ejemplo: Carrera 29; código oficial: CR 29, KR 29; o abreviado informal: Cr. 29, Cra. 29, Kr 29, K 29.
- La letra que acompaña en ciertos casos el número de vía debe ser en mayúsculas, sin espacios entre el número y la letra. Ejemplo: Carrera 29A.
- El complemento "Bis" se escribe con la primera letra en mayúscula y el resto en minúscula y debe ir separado del número: Ejemplo: Carrera 29 Bis.
- En caso de combinación de número de calle, letra y Bis, irán siempre en este orden y siguiendo las anteriores reglas. Ejemplo: Carrera 29A Bis.
- El sufijo cardinal se escribe con la primera letra en mayúsculas y la palabra completa después del número, letra y Bis, de ser el caso. Ejemplo: Carrera 29 Este, Carrera 29A Bis Este.

#### Historia

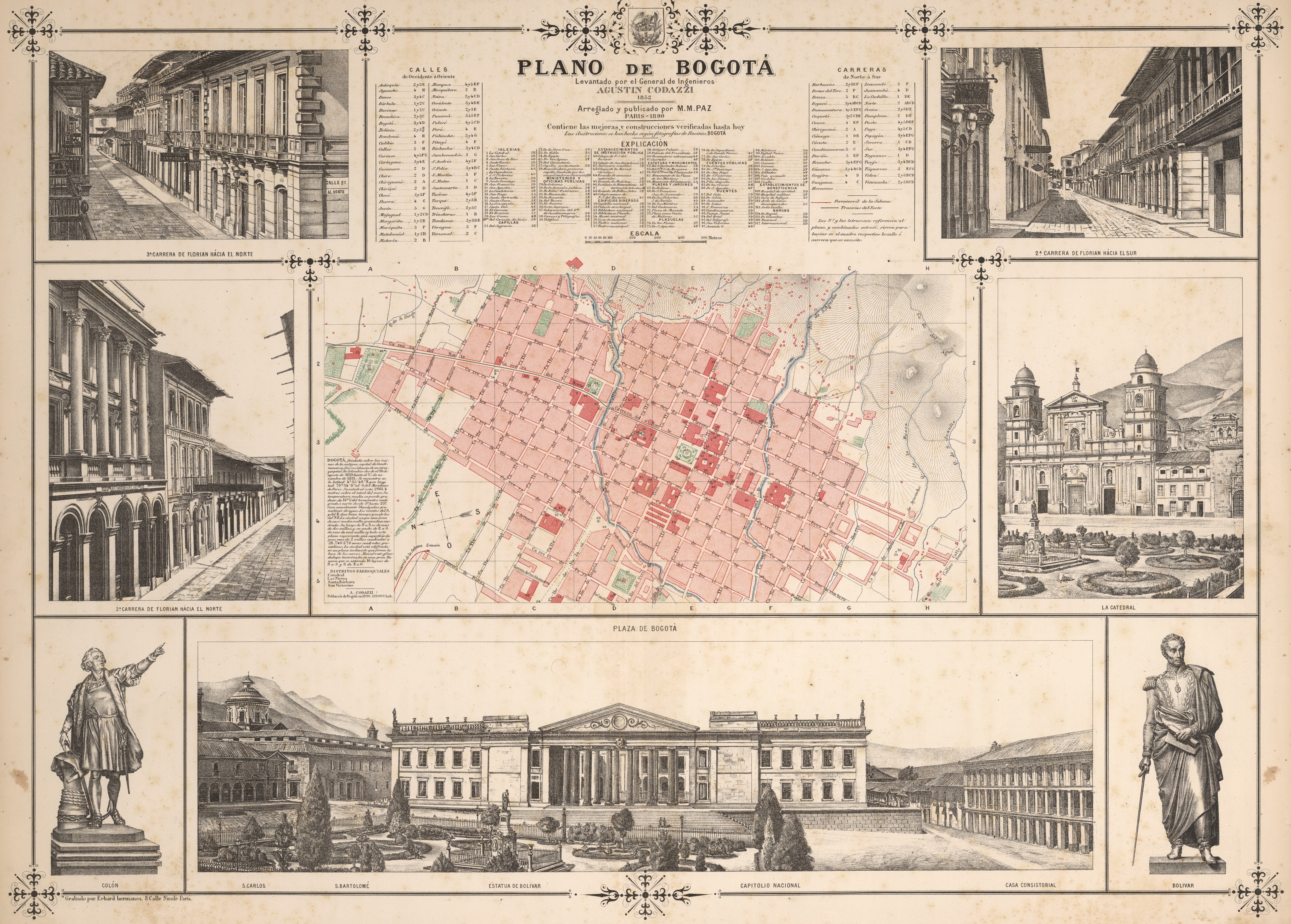
Plano urbano de Bogotá, levantado en 1853 por el general de ingenieros Agustín Codazzi, arreglado y publicado en París por M. M. Paz en 1890 (folleto donde aparece dibujado la calle 3) y anexo plano de 1913.

Este modelo de nomenclatura se originó en Bogotá (Colombia) en el año de 1886; durante el siglo XIX esta ciudad tuvo cuatro diferentes sistemas de nomenclatura, la primera fue el colonial que funcionó hasta 1849, año en que se implementa el segundo en cabeza de Vicente Lombana, gobernador de la Provincia de Bogotá, las calles cambiaron de nombre de acuerdo a la gesta libertadora, entonces la calle Cara de Perro, pasó a llamarse Carrera de Chiriquí (calle 2.ª), la Calle del Arco cambió a Carrera del Banco, a pesar de la resistencia de la ciudadanía.
La tercera estuvo viva solamente unas semanas de 1876, esta vez como una propuesta desde el cabildo, de adaptar el sistema de Nueva York; en la ciudadanía no caló el modelo de Nueva York, por lo que fue retomado el modelo de nomenclatura anterior, y finalmente en 1886 fue diseñado un esquema de nomenclatura adecuado a la realidad de la ciudad: las calles de oriente a occidente, y las carreras de sur a norte y enumeradas consecutivamente de oriente a occidente; el debate inicial giró en torno al lugar que debía ser el punto centro: inicialmente consideraron que fuera la Plaza Mayor, finalmente se decidieron a que fuera la manzana más alejada de la ciudad en los cerros orientales.
Estos cambios de nomenclatura transformaron el mapa mental de los capitalinos de Bogotá, que fue aceptada y apropiada por la ciudadanía, sin embargo, es importante señalar que se trató de una imposición de las élites que gobernaron la ciudad, significó la destrucción de hitos urbanos, sumado a ello trajo consigo la transformación de la ciudad vivida por los sectores populares, como el reemplazo de plazoletas por parques, el traslado de plazas de mercado, como Plaza Mayor a la plaza de La Concepción, lo que implicó la marginalización de dichos sectores.

## Otras regiones
La mayor parte de los países en Asia, África y Oceanía utilizan el sistema europeo. Países como Japón y Corea del Sur utilizan sistemas propios.